# 刘毓谷
刘毓谷（1920年—2003年），男，天津人，中国毒理学家、环境卫生学家，曾任同济医科大学教授、博士生导师。